# Lutton (Lincolnshire)
Pour les articles homonymes, voir Lutton.
Lutton est une paroisse civile et un village du Lincolnshire, en Angleterre.